# Tångdala

Tångdala är en gård och bebyggelse i Simrishamns kommun som ligger mellan Rörum och Södra Mellby. Åtången är en gammal korsvirkesgård från tidigt 1600-tal och ligger mitt i dalen strax intill väg 9 (Simrishamn-Brösarp). Gården har gått i obruten släktföljd allt sedan gården byggdes (gäller juli 2013).